# 日本サッカー協会指導者ライセンス
日本サッカー協会指導者ライセンス（にほんサッカーきょうかいしどうしゃライセンス）とは、日本サッカー協会が認定するサッカー指導者の資格制度である。最上位はProライセンスであり、以下A級-D級が存在する。2020年度時点での総取得者数は82,258人。

## 概要
日本のサッカーでは長年企業・学校スポーツとの兼ね合いから、監督・コーチなど指導者はそのサッカー部が所属する企業や学校の職員を兼務することが通例とされていたが、1993年の日本プロサッカーリーグ（Jリーグ）の設立で、サッカーの指導に専念するプロの指導者の育成が急務となった。日本サッカー協会が、Jリーグのトップチームの監督としてチームを指揮する場合「公認S級コーチ」資格取得を必須条件にしたことをきっかけに、将来の監督候補者のための指導者養成が本格的に始まった。
多くのサッカー選手経験者はサッカーの指導法を学ぶため、協会公認のC級 → B級 → A級のライセンスを取得するための勉強会やチーム指導などの実地経験を経て、さらにJリーグのチームや日本代表チームの監督を目指す者はProライセンスを取得する。C級受講の前にD級ライセンスを取得する者もいるが、D級は少年少女サッカーを対象としているので、サッカー選手経験者はC級から受講することが多い。
アジアサッカー連盟（AFC）の定めるAFC Coaching Conventionに基づき、JFA B級以上のライセンスはAFCの指導者ライセンスとして認められる。逆に他のAFC加盟国でAFC Pro/AFC A/AFC Bライセンスを取得した場合においてもJFAに申請することで同等のJFAライセンスの認定・登録が可能である。一方で、欧州サッカー連盟（UEFA）の同様のライセンス（UEFA Pro/UEFA A/UEFA Bライセンス）との互換性はない。
なおライセンス取得者がパワーハラスメントなどの不祥事を起こした場合は、当該ライセンスの停止や、場合によってはライセンスの取り消し・降級などの処分が行われることもある。

## 各ライセンスの内容
2004年4月に制度の見直しが行われ、従前とは体系が若干変更された。以下、これ以前の体系を「旧体系」と呼ぶ。

### 公認コーチ
- Proライセンス（旧S級コーチ） - Jリーグトップチーム、WEリーグ（いずれも第1種登録チーム）、日本代表チームの監督に必要となる資格。2024年10月より現在の名称に変更。
- A-proコーチ - 2021年に発足のWEリーグに向けて女性指導者を対象にしたコーチライセンスで2020年に新設された。WEリーグチームの指導が可能。A-Proライセンス取得後に経験を積み、JFAが主催するS級コンバージョンコースを受講し、すべてに合格するとJFA S級ライセンスの認定を受けることができる[6]。
- A級コーチジェネラル　- 第1種登録チームのうち、サテライトチーム（若手育成リーグ）やJFL、なでしこリーグの監督、あるいはJリーグトップチームのコーチング（旧体系のA級、B級に相当）
- A級コーチU-15 - 2015年に新設された、U-15(中学生)年代指導者向けライセンス[7]。将来的には下記のA級コーチU-12同様、U-15年代指導者の最上位ライセンスとなる予定。
- A級コーチU-12 - 2007年に新設された、U-12(小学生)年代指導者の最上位ライセンス。Jリーグクラブ・JFA等でU-12年代の指導を行う場合はこのライセンスの保持が必須。
- B級コーチ　- 第2種登録（ユース=高校生）以下の監督・コーチング、サッカースクールの指導・普及、地域リーグの監督（旧体系でのC級に相当）
- C級コーチ　- 旧体系での公認地域スポーツ指導員B級、C級、公認準指導員に相当。取得年齢は15歳以上
- D級コーチ　- 旧体系での公認少年少女サッカー指導員に相当。取得年齢は18歳以上
C級、D級は、主に第4種（ジュニア=小学生）などの普及・育成活動（少年少女サッカー教室など）の指導員として活動する
- 公認キッズリーダー　- 幼児期や小学校低中学年代の子供たちへの指導。取得年齢は16歳以上

基本的に上級ライセンスは下級ライセンスの内容を含んだものとなっている。ただしA級コーチU-12だけは別で、既にProライセンス・A級コーチジェネラルのライセンスを保持している者でも、Jリーグクラブ傘下の第4種チームやナショナルトレセン等でU-12世代への指導を行う場合は、別途A級コーチU-12のライセンスを取得しなければならない。
なおS級・A級は日本スポーツ協会(JSPO)公認コーチ4、B級は同じくJSPO公認コーチ3、C級は同じくJSPO公認コーチ1の資格を兼ねる。

### 公認ゴールキーパーコーチ
2020年度より、AFCのゴールキーパーコーチライセンスとの整合性を図る目的等で、名称等が変更されたほか、新たなA級ライセンスが創設された。
- 公認ゴールキーパーA級コーチ - プロチームのゴールキーパーや世界で活躍できるゴールキーパーを育成できる指導者の養成を目的として、2020年に新設された。
- 公認ゴールキーパーレベル3コーチ - 大学・プロ選手（18歳以上）などのゴールキーパーの指導（旧A級コーチ）
- 公認ゴールキーパーレベル2コーチ - ユース年代（18歳以下）のゴールキーパーの指導（旧B級コーチ）
- 公認ゴールキーパーレベル1コーチ - ジュニア・ジュニアユース年代（15歳以下）のゴールキーパーの指導（旧C級コーチ）

### 公認フットサルコーチ
2008年よりフットサルの指導者育成を目的とした以下のライセンスが発行されている。ただしフットサルA級は2017年に新設された。なおこれらのライセンスはあくまでサッカー指導者のライセンスに付随するものという扱いのため、C級以上のライセンス講習会の受講は最低でもサッカーの公認C級コーチ以上のライセンス保持者に限られるほか、フットサル指導者ライセンスの維持のためにはサッカー指導者ライセンスのリフレッシュポイント取得が必要になる。
- 公認フットサルA級コーチ
- 公認フットサルB級コーチ
- 公認フットサルC級コーチ
- 公認フットサルゴールキーパーC級コーチ（2022年度新設[11]）

なお2011年8月に今後のライセンス制度の運用に関する発表があり、Fリーグクラブの監督は2013年よりC級ライセンス、2014年よりB級ライセンスの保持が義務付けられるほか、地域リーグにおいても同様に2013年よりC級ライセンス、2015年よりB級ライセンスの保持が義務付けられる。

### 公認フィジカルフィットネスコーチ
2021年度より新設された。AFCのフィジカルフィットネスコーチライセンスに準じたライセンス体系となる予定。2022年現在はC級のみが運用されており、A・B級については今後講習会などの実施を経て認定される。
- 公認フィジカルフィットネスC級コーチ

## リフレッシュポイント制度
公認C級コーチ以上のライセンス保持者は、下記に示すように、一定期間内にリフレッシュ研修会の受講等で一定のリフレッシュポイントを取得しないと資格が失効する。なお海外居住者は義務が免除されるが、一方で日本国外の指導者ライセンス保持者が日本国内で指導活動を行う場合にもポイント取得義務が発生する。

### 必要ポイント
- Proライセンス：40ポイント/2年間
- A級～C級コーチ、海外ライセンス指導者：40ポイント/4年間

### 獲得方法
研修会ポイント
JFAが公認するリフレッシュ研修会の受講によりポイントを獲得できる。またJFAが指定するカンファレンスや指導者海外研修・ナショナルトレセン指導者研修でもポイントを得られる。
指導ポイント
47FAインストラクター、トレセンスタッフ、JFA加盟チームの監督・コーチを務めている場合、一期間内に1回だけ20ポイントを加算できる。

## 指導者登録数
|      | 2021年度 | 2022年度 | 増減  | 増減率 |
| ---- | -------- | -------- | ----- | ------ |
| Pro  | 498      | 524      | 26    | 5.2%   |
| A級  | 2,299    | 3,176    | 877   | 38.1%  |
| B級  | 6,664    | 7,063    | 399   | 6.0%   |
| C級  | 28,755   | 29,491   | 736   | 2.6%   |
| D級  | 46,713   | 49,411   | 2,698 | 5.8%   |
| 合計 | 84,929   | 89,665   | 4,736 | 5.6%   |

（単位：人）